# Karol Ludwik Tytus Stadtmüller
Karol Ludwik Tytus Stadtmüller  (ur. 14 czerwca 1880 w Krakowie, zm. 22 października 1942 tamże) – polski leksykograf, inżynier. Zasłużony dla tworzenia polskiej terminologii specjalistycznej.

## Życiorys
Urodził się w 1880 roku w Krakowie. Uczył się początkowo w Gimnazjum św. Anny w Krakowie, maturę zdał w 1899 w Wyższej Szkole Realnej tamże. Studiował na Wydziale Inżynierii Szkoły Politechnicznej we Lwowie, którą ukończył w 1904 z tytułem inżyniera. Po studiach pracował jako inżynier w Bochni i Krakowie. Po I wojnie światowej został zatrudniony jako radca budowlany w Urzędzie Wojewódzkim w  Dyrekcji Robót Publicznych w Krakowie, biorąc m.in. udział w pracach konserwatorskich na Wawelu. Na emeryturę przeszedł w 1933 r. W czasie okupacji niemieckiej był członkiem straży obywatelskiej miasta Krakowa.
Zmarł 22 października 1942 w Krakowie. Pochowany na cmentarzu Rakowickim. Pozostawił po sobie tzw. Kolekcję Stadtmüllerów w zbiorach Biblioteki Głównej Akademii Górniczo-Hutniczej.

## Twórczość. Działalność na polu terminologii
Razem z ojcem, profesorem Karolem Janem Stadtmüllerem (1848–1918) zajmował się m.in. unormowaniem polskiej terminologii technicznej. Był współautorem niemiecko-polskiego i polsko-niemieckiego słownika technicznego. Opracowana przez niego część polsko-niemiecka ukazała się w Poznaniu w roku 1936.
Słownictwem technicznym zajmował się również jako członek organizacji technicznych, np. Polskiego Towarzystwa Politechnicznego we Lwowie i Krakowskiego Towarzystwa Technicznego (od 1905 r.). Był przewodniczącym Komisji Słownikowej tego Towarzystwa (od 1924 r.). Został powołany do opracowania harmonogramu prac nad słowiańskim słownictwem technicznym. Przez wiele lat należał do Towarzystwa Miłośników Języka Polskiego, jako jedyny technik w całej jego historii. W swojej pracy leksykograficznej nawiązywał kontakty z technikami i językoznawcami.  Współpracował ze stowarzyszeniami i komisjami terminologicznymi, np. z Komisją Językową Polskiej Akademii Umiejętności, Centralną Komisją Słownictwa Elektrycznego przy Stowarzyszeniu Elektryków Polskich i Komisją Słownictwa Technicznego Akademii Nauk Technicznych w Warszawie. Był członkiem Komisji Terminologicznej Morskiej przy Lidze Morskiej i Rzecznej (do 1936 r.), a potem przy Polskiej Akademii Umiejętności.
Przyczynił się do unormowania terminologii żeglarskiej. W artykule na temat słownictwa żeglarskiego („Język Polski” 1924) wypowiadał się przeciwko dialektyzmom pochodzącym z niemieckiego, jeśli mają one odpowiedniki rodzime.  Jednocześnie uznał, że latynizmy i grecyzmy nie wymagają spolszczenia.
Był autorem licznych publikacji m.in. w „Języku Polskim” i „Poradniku Językowym”.

### Słownictwo rzemieślnicze. Słownik
Materiały do słownictwa rzemieślniczego, początkowo z udziałem Karola Jana Stadtmüllera, ukazywały się od roku 1912, m.in. w czasopiśmie „Przegląd Rękodzielniczy”. Ponadto wydawane były zeszyty ze słownictwem poszczególnych działów, a w latach 1921-1923 ukazało się w formie wydawnictw zwartych 11 części Słownictwa rzemieślniczego zawierające całość terminologii z podziałem na dziedziny:
[cz.] 1: Dział drzewny. Ciesielstwo, stolarstwo, bednarstwo, kołodziejstwo, tokarstwo drzewne i snycerskie, Kraków 1921; [cz.] 2: Dział metalowy. Blacharstwo, kłódkarstwo, kotlarstwo, rusznikarstwo, ślusarstwo, tokarstwo, zegarmistrzostwo, złotnictwo i wyrażenia wspólne, Kraków, 1922; [cz.] 3: Dział instalacyjny. Wyrażenia używane w zakładach: elektrotechnicznych, gazowych, centralnego ogrzewania, wodociągowych oraz wyrażenia współne, Kraków 1922; [cz.] 4: Dział skórniczy. Garbarstwo, kuśnierstwo, rękawicznictwo, rymarstwo, siodlarstwo i tkactwo, Kraków 1922; [cz.] 6: Dział zbożowy. Młynarstwo, piekarnictwo; [cz.] 7: Dział ceramiczny. Ceglarstwo i zduństwo, Kraków 1923; [cz.] 8: Dział graficzny. Drukarstwo, fotografia, garncarstwo, litografia i rytownictwo (drzeworytnictwo i miedziorytnictwo); [cz.] 9: Dział instrumentalny. Budowa fortepianów i organów, Kraków, 1923; [cz.] 10: Dział budowlany. Kamieniarstwo, malarstwo, murarstwo, szklarstwo i ogólny, Kraków 1923; [cz.] 11: Słownictwo przemysłowo-rękodzielnicze. Modelarstwo, formierstwo, historia metali, hutnictwo szkła. Mennictwo. Mydlarstwo i świecarstwo. Odlewnictwo. Gorzelnictwo i piwowarstwo. Papiernictwo, tytoniarstwo, Kraków 1923.
Słownictwo rzemieślnicze 1921:
Słownik prezentuje wyrazy pochodzenia obcego, głównie germanizmy, i proponuje dla nich rodzime odpowiedniki. Można więc go uznać za słownik spolszczający.
Wybrane przykłady:
Abrychtmaszyna strugarka
Absznit odrzynek (deski)
Holajza piesznia
Lochowanie dziurkowanie
Muterka, mutra naśrubek
Przeborować przewiercić
Raszpla tarnik
Szalować deskować
Zeszwajsować spawać
Sztamajza dłóto  
Tom V z roku  1922: Dział Włókienniczy. Wyrażenia introligatorskie
Wybrane przykłady:
Felc zakładka, pasek
felcować składać
Faieramt porobocie
Gletować gładzić
Klajstrować kleić
Werkzajg narzędzie 

## Prace leksykograficzne Karola Ludwika Tytusa Stadtmüllera (wybór)
- Niemiecko-polski słownik techniczny opracowany przez zawodowców, oraz przy użyciu materyału do Słownika Inżynierskiego Tow. Politechnicznego we Lwowie, zebranego przez ś.p. inż. B. W. Darowskiego i prof. W. Wojtana, przejrzany przez Komisyę Językową Akademii Umiejętności w Krakowie, Kraków (1913), wyd. 2 (1923-1925) (przygotował inż. K. Stadtmüller jr.); wersja odwrotna i rozszerzona Słownik techniczny. Część polsko-niemiecka (1936).
- Słowniczek kolejowy. Zestawiony na podstawie wyrażeń podanych przez inżynierów kolejowych. Krakowska Spółka Wydawnicza. Kraków 1919.
- Aérostation: vocabulaire technique français-polonais et polonaise-français. Poznań 1919.
- Niemiecko-polski słownik lotniczy. Lwów 1921.
- Niemiecko-polski słownik okrętowy. Lwów 1921.
- Słownictwo rzemieślnicze. Kraków. Nakładem Miejskiego Muzeum Przemysłowego w Krakowie 1921.
- Słownictwo młynarskie. Kraków 1922.